# 2809 Vernadskij
2809 Vernadskij è un asteroide della fascia principale. Scoperto nel 1978, presenta un'orbita caratterizzata da un semiasse maggiore pari a 2,4287733 au e da un'eccentricità di 0,1804296, inclinata di 2,47413° rispetto all'eclittica.
L'asteroide è dedicato al geochimico russo Vladimir Ivanovič Vernadskij.